# Kevin Brooks (escritor)
Kevin M. Brooks (Pinhoe, 1959) es un escritor inglés de literatura juvenil, conocido principalmente por sus novelas Martyn Pig (ganadora del Premio Branford Boase en 2003) y Lucas (ganadora del North East Book Award en 2004).

## Obras
En negrita figuran las obras publicadas en español.

### Novelas independientes
- Martyn Pig (2002)
- Lucas (2002)
- Kissing the Rain (2004)
- Bloodline (2004)
- Candy (2005)
- I See You, Baby (2005), con Catherine Forde
- El camino de los muertos (The Road of the Dead, 2006)
- iAm (Being, 2007)
- Black Rabbit Summer (2008)
- Killing God (2009) (renombrada Dawn para la edición norteamericana)
- iBoy (2010)
- Naked (2011)
- Diario del búnker (The Bunker Diary, 2013)
- The Devil's Angel (2014)
- Dumb Chocolate Eyes (2015)
- Five Hundred Miles (2016)
- Miedo (Born Scared, 2016)
- Dogchild (2018)
- See Through Me (2019)
- Bad Castro (2020)
- Long Road (2024)

### Serie Johnny Delgado
- Detective privado (Johnny Delgado: Private Detective, 2006)
- De tal padre, tal hijo (Johnny Delgado: Like Father, Like Son, 2006)

En español, los dos libros de la serie se reunieron en un volumen bajo el título Johnny Delgado. Detective privado (Fondo de Cultura Económica, 2025).

### Serie PI John Crane
- A Dance of Ghosts (2011)
- Until the Darkness Comes (2012)
- Wrapped in White (2013)

### Serie Travis Delaney
- The Ultimate Truth (2014)
- The Danger Game (2014)
- The Snake Trap  (2015)